# Joaquín Hernández Hernández
Joaquín Hernández Hernández (* Castelldefels, 14 de abril de 1964). Fue un ciclista español, profesional entre 1987 y 1991, cuyo mayor éxito deportivo lo logró en la Vuelta a España al obtener 1 victoria de etapa en la edición de 1989.

## Palmarés
| 1989 - 1 etapa en la Vuelta a España |